# Robert Dahlgren

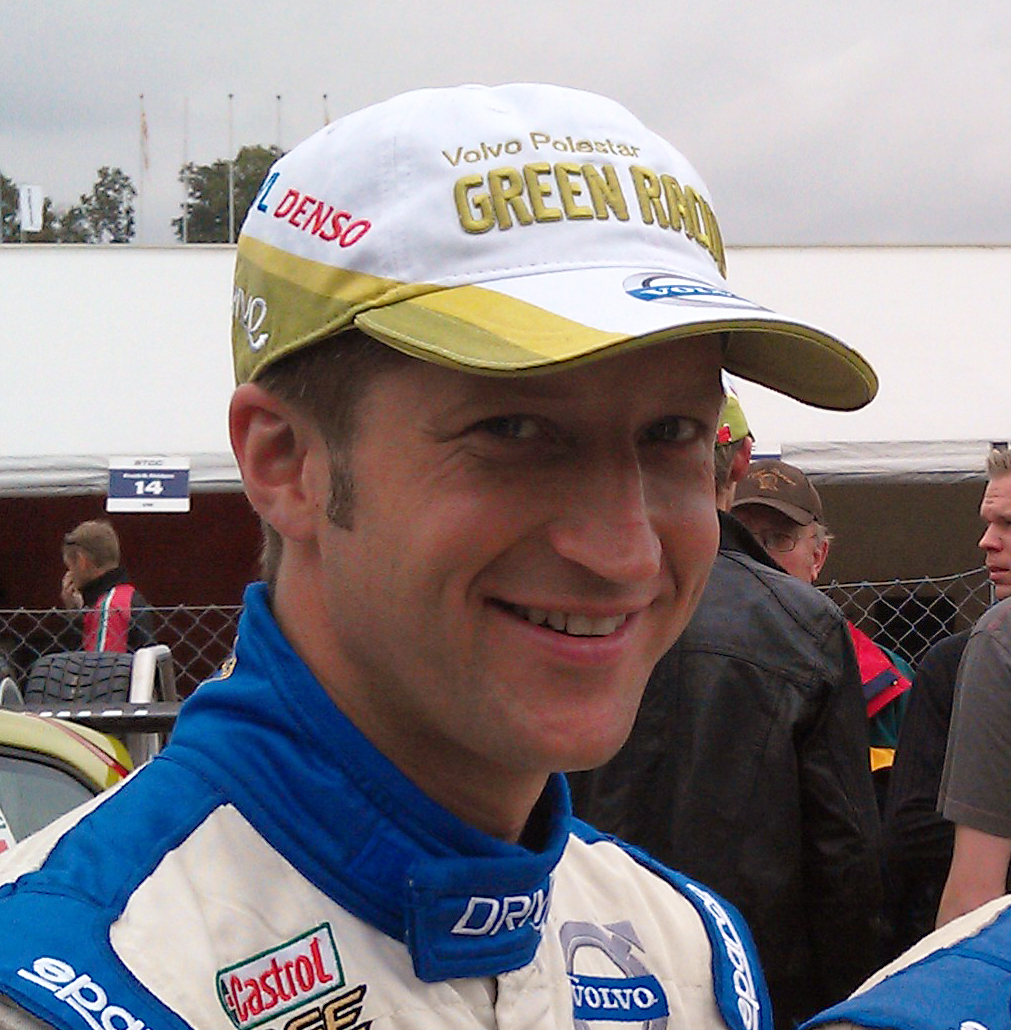
Robert Dahlgren 2011

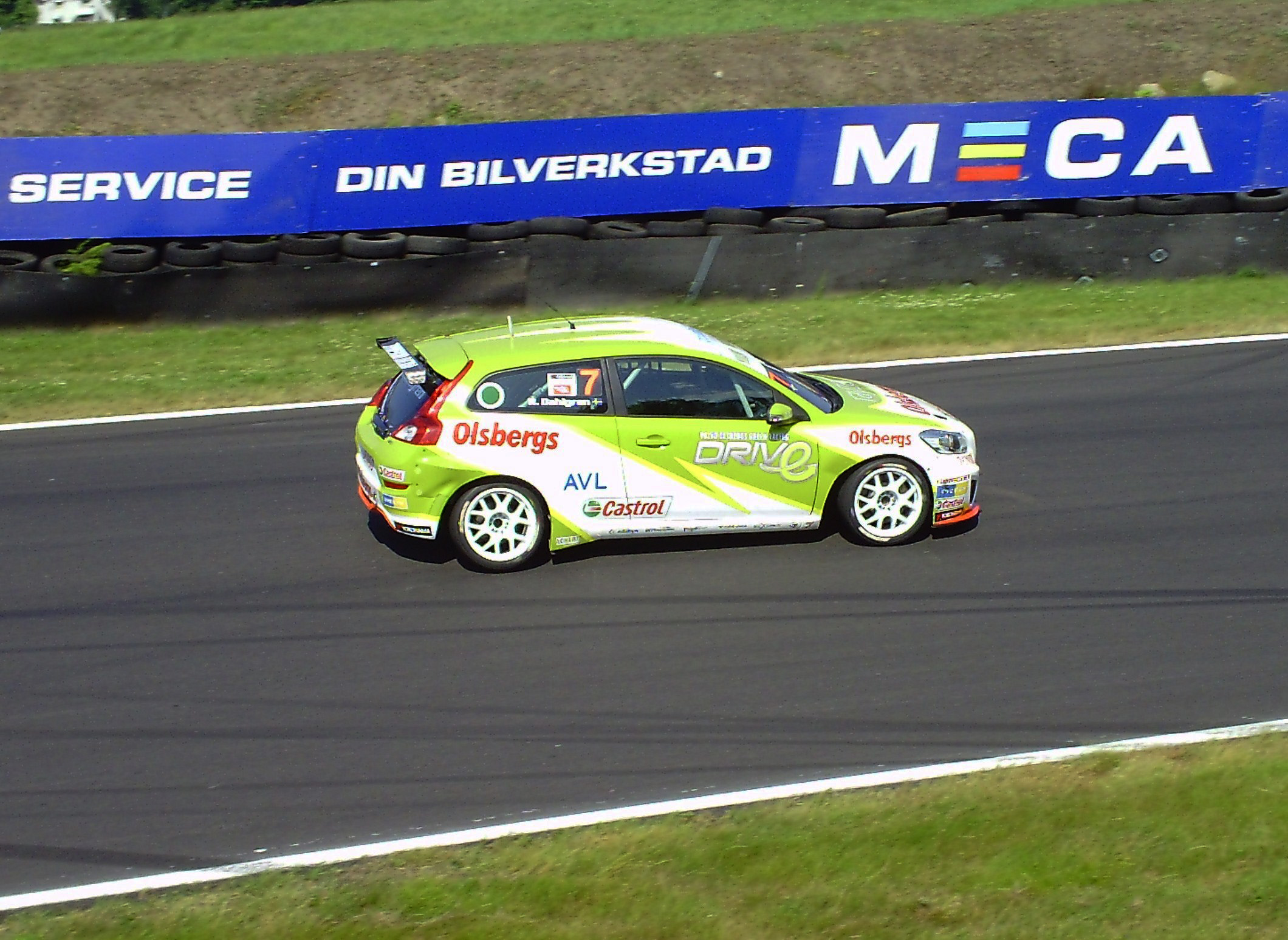
Dahlgren in einem Volvo C30 in der STCC 2010

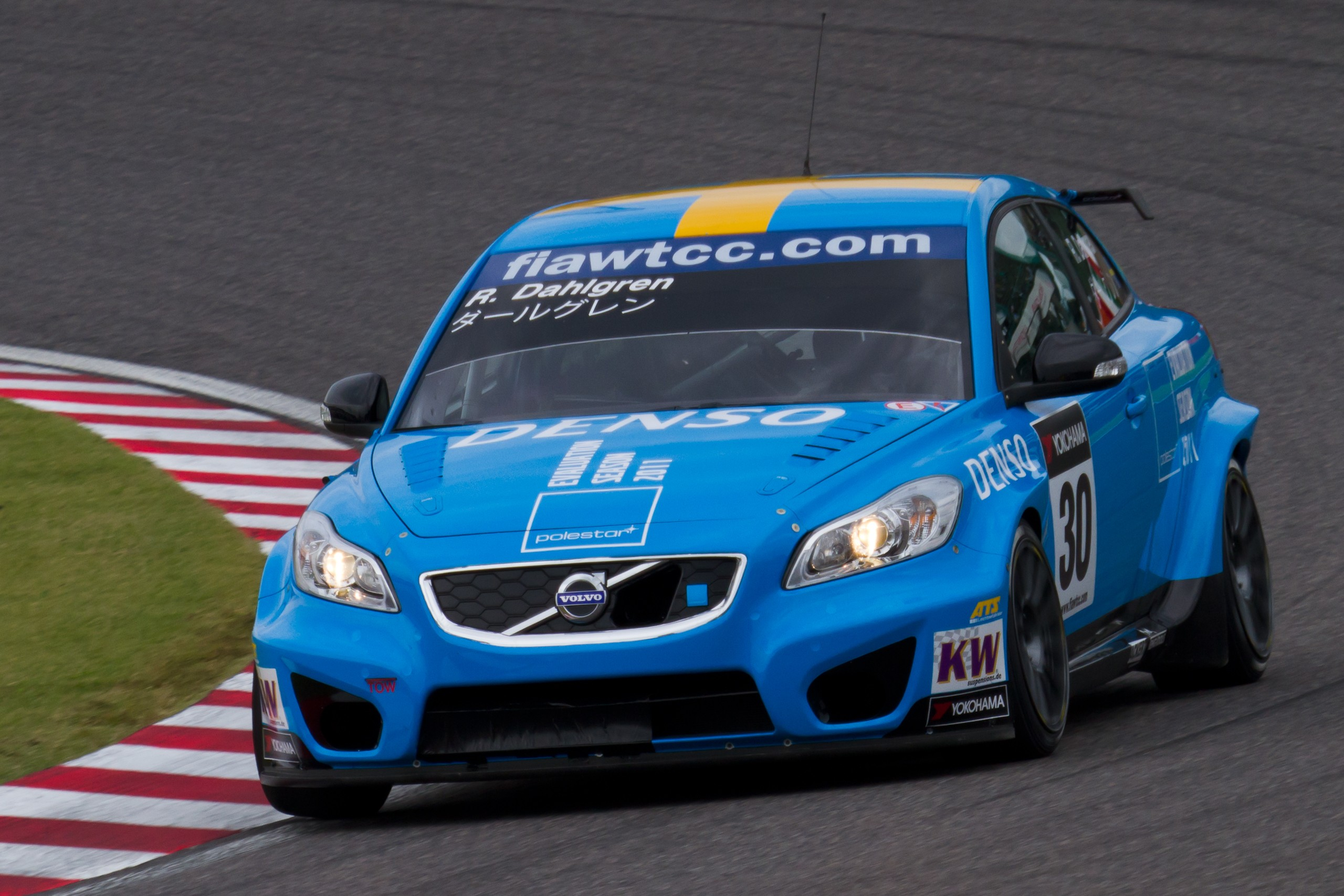
Dahlgren bestritt 2011 die komplette WTCC-Saison für Volvo

Robert Dahlgren (* 1. Dezember 1979 in Skellefteå) ist ein schwedischer Rennfahrer. Er war von 2004 bis 2010 in der Swedish Touring Car Championship (STCC) aktiv und wurde dort dreimal Vizemeister (2004, 2007, 2010). 2010 gewann er den skandinavischer Tourenwagencup. Von 2008 bis 2011 nahm er an der Tourenwagen-Weltmeisterschaft (WTCC) teil.

## Karriere
Dahlgren begann seine Motorsportkarriere 1989 im Kartsport und war bis 1996 in dieser Sportart aktiv. 1997 wechselte er in den Formelsport und wurde Vierter in der schwedischen Formel Ford. 1998 gewann der Rennfahrer die Meistertitel der schwedischen, skandinavischen und nordischen Formel Ford. 1999 trat der Schwede erstmals in der britischen Formel Ford an. Mit drei Siegen beendete er seine Debütsaison auf dem siebten Gesamtrang. In der folgenden Saison gelang es ihm abermals drei Rennen gewinnen und er wurde Vierter in der Fahrerwertung, während sein Teamkollege James Courtney die Meisterschaft gewann. In seiner dritten Saison in der britischen Formel Ford gewann Dahlgren zwei Rennen und entschied mit 257 zu 254 Punkten den Meistertitel gegen Patrick Long für sich.
2002 wechselte Dahlgren in die britische Formel-3-Meisterschaft. Er nahm an zwei Rennwochenenden an der Meisterschaft teil und belegte den 17. Gesamtrang. Außerdem trat er bei 15 Rennen in der nationalen Wertung an, in der er mit vier Wertungssiegen den fünften Gesamtrang belegte. 2003 bestritt der Schwede als Teamkollege von Will Power seine zweite Saison in der britischen Formel-3-Meisterschaft. Beiden Rennfahrern gelang es jeweils ein Rennen für sich zu entscheiden. Am Ende entschied Power das teaminterne Duell mit 103 zu 102 Punkten knapp für sich und Dahlgren beendete die Saison auf dem neunten Platz in der Meisterschaftswertung.
2004 verließ Dahlgren den Formelsport und wechselte in den Tourenwagensport. Er startete in einem Volvo S60 in der Swedish Touring Car Championship (STCC). Mit drei Siegen aus 18 Rennen wurde er gleich in seiner ersten Saison Vizemeister hinter Richard Göransson. Nachdem er in seiner zweiten Saison mit einem Sieg Siebter geworden war, wechselte er 2006 zum Rennstall Polestar Racing. Mit einem Sieg wurde er in diesem Jahr Fünfter in der Meisterschaft. 2007 wurde Dahlgren mit zwei Siegen zum zweiten Mal – diesmal hinter Fredrik Ekblom – Vizemeister der STCC. Außerdem trat er am schwedischen Rennwochenende der Tourenwagen-Weltmeisterschaft (WTCC) in Anderstorp an. Da sein Volvo S60 nur für die STCC homologiert war, trat er als Gaststarter an und ging nicht in die Wertung ein. Ein achter Platz war sein bestes Resultat.
2008 wechselte Dahlgren sein Fahrzeug und trat mit einem Volvo C30 an. Er wurde mit zwei Siegen Fünfter in der STCC. In der folgenden Saison belegte er mit vier Siegen den siebten Platz in der Fahrerwertung. Außerdem nahm er als Gaststarter in beiden Saisons an je einem Rennwochenende der WTCC teil. 2010 unterlag er in der STCC erneut Göransson im Titelduell und wurde mit 249 zu 251 Punkten zum dritten Mal Vizemeister. Erfolgreicher war er im skandinavischen Tourenwagencup, in dem er den Meistertitel gewann. In der WTCC nahm der Schwede in dieser Saison als Gaststarter an zwei Rennwochenenden teil. Ein fünfter Platz in Mimasaka war seine beste Platzierung.
2011 bestritt Dahlgren für Polestar Racing im Volvo C30 erstmals eine komplette Saison in der WTCC. Mit seinen Einsätzen wollte Volvo feststellen, ob sich ein werkseitiges Engagement lohnen würde. Am Saisonende belegte er mit einem vierten Platz als beste Platzierung den elften Gesamtrang.

## Persönliches
Dahlgren ist verheiratet und Vater eines Sohnes.

## Karrierestationen
| - 1989–1996: Kartsport - 1997: Schwedische Formel Ford (Platz 4) - 1998: Schwedische Formel Ford (Meister) - 1998: Skandinavische Formel Ford (Meister) - 1998: Nordische Formel Ford (Meister) - 1999: Britische Formel Ford (Platz 7) - 2000: Britische Formel Ford (Platz 4) - 2001: Britische Formel Ford (Meister) | - 2002: Britische Formel 3 (Platz 17) - 2003: Britische Formel 3 (Platz 9) - 2004: STCC (Platz 2) - 2005: STCC (Platz 7) - 2006: STCC (Platz 5) - 2007: STCC (Platz 2) - 2007: WTCC - 2008: STCC (Platz 5) | - 2008: WTCC - 2009: STCC (Platz 7) - 2009: WTCC - 2010: STCC (Platz 2) - 2010: Skandinavischer Tourenwagencup (Meister) - 2010: WTCC - 2011: WTCC (Platz 11) |